# Лара (серіал)
Лара - хорватська теленовела. Непроста історія кохання молодої дівчинки з простої сім'ї Лари Божич та Якова Златаря. 

## Сюжет
Яков народився та виріс у заможній родині власників місцевого порту та здобув освіту капітана. Лара, за освітою піаністка, проте їй постійно доводиться працювати не за фахом аби себе прогодувати. Події відбуваються, головним чином, у другому за величиною хорватському місті Спліт, центрі відомого курортного регіону, що знаходиться в центральній частині узбережжя Адріатики. 

## Показ в Україні
В Україні транслюється з 14 жовтня 2013 року на 2 каналі з середи по п'ятницю о 19:00 та наступна серія о 21:00. Серіал складається з двох сезонів по 180 серій. Прем'єра у Хорватії відбулася 4 вересня 2011 року.
Серіал озвучено двоголосим закадровим перекладом, а також переспівано українською мовою головну пісню.
| Фільми | Це незавершена стаття про кінофільм. Ви можете допомогти проєкту, виправивши або дописавши її. |